# Lagoa de Jacarepaguá
A lagoa de Jacarepaguá é uma lagoa situada nos bairros de Jacarepaguá e da Barra da Tijuca, na zona Oeste do município do Rio de Janeiro, no Brasil.

## Topônimo
"Jacarepaguá" é um termo de origem tupi que significa "enseada do lugar dos jacarés", através da junção dos termos îakaré (jacaré), paba (lugar) e kûá (enseada).

## Descrição

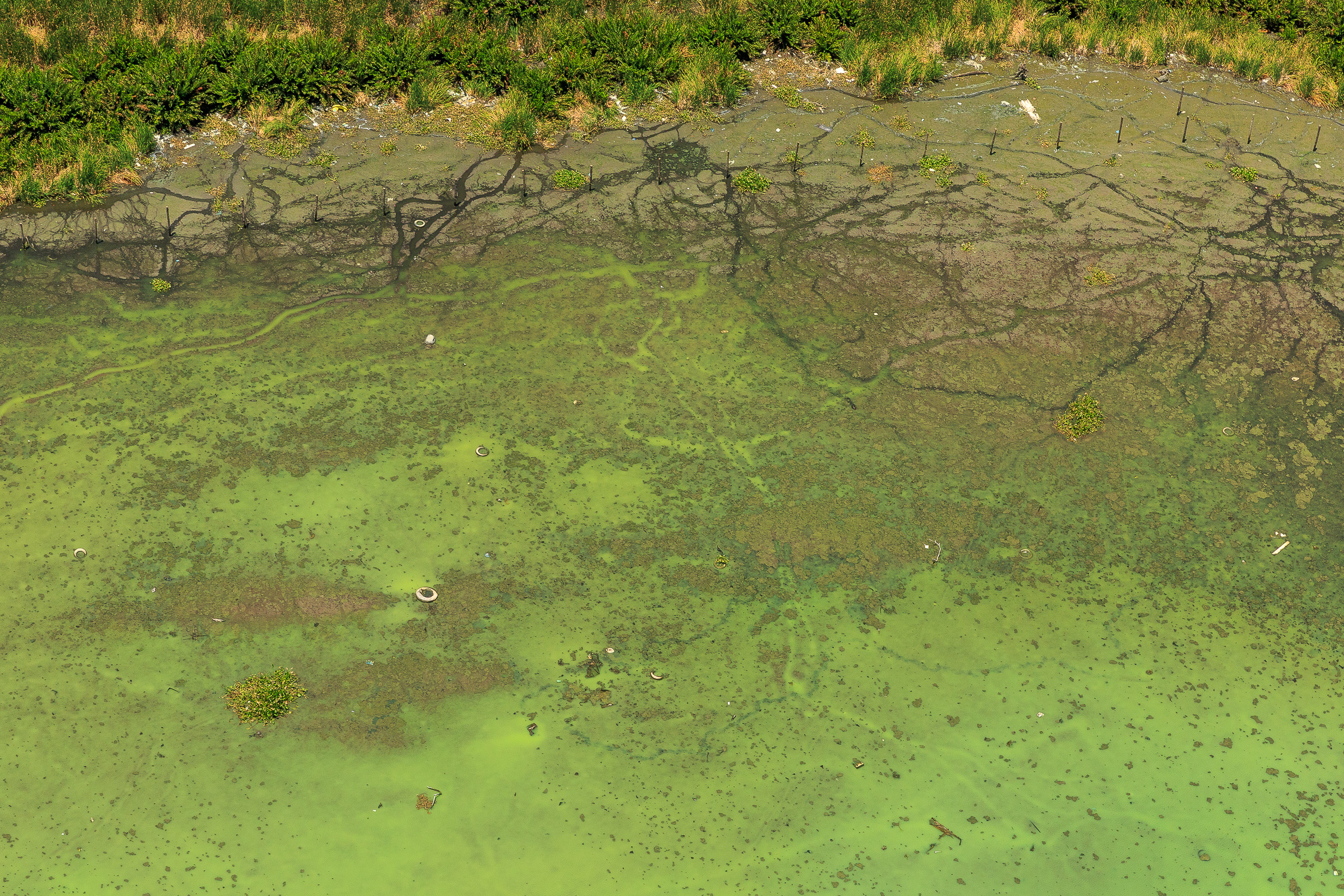
Detalhe da poluição da lagoa

É imprópria para banho, pesca e prática de esportes náuticos devido à poluição. O monitoramento sistemático de qualidade de água do complexo lagunar de Jacarepaguá é realizado mensalmente em oito estações de amostragem, sendo dois pontos de coleta na lagoa de Jacarepaguá, três na lagoa de Marapendi, um na lagoa do Camorim e dois na lagoa da Tijuca. São analisados os principais indicadores físicos e químicos de qualidade de água, bem como a comunidade fitoplanctônica quanto à sua composição quantitativa e qualitativa. De acordo com esses resultados, são também realizados testes semiquantitativos para detecção de toxinas de cianobactérias (Microcystis aeruginosa) na água, e feitas análises em sedimentos. Ressalta-se que o monitoramento realizado no complexo lagunar pode ser intensificado em função de ocorrências eventuais que alterem a qualidade de suas águas, em especial durante o verão.
As lagoas de Jacarepaguá e da Tijuca costumam ser afetadas por mortandades de peixes. Segundo o biólogo Mario Moscatelli, a espécie atingida é a tilápia. Por causa do vento forte, muitas ficam presas dentro da agua
mangue, mas uma boa quantidade pode ser vista boiando no espelho d'água.